# Champdeuil
Champdeuil ist eine französische Gemeinde mit 735 Einwohnern (Stand 1. Januar 2022) im Département Seine-et-Marne in der Region Île-de-France. Der Ort befindet sich zehn Kilometer nördlich von Melun. Er ist über die Landstraße D130 zu erreichen.

## Sehenswürdigkeiten
- Kirche Saint-Martial, erbaut 1861 (siehe auch: Liste der Monuments historiques in Champdeuil)

## Weblinks

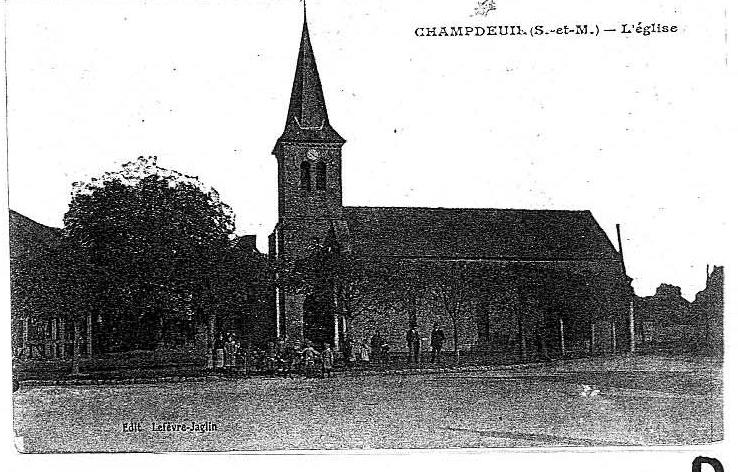
Kirche Saint-Martial auf einer alten Postkarte